# Tz database

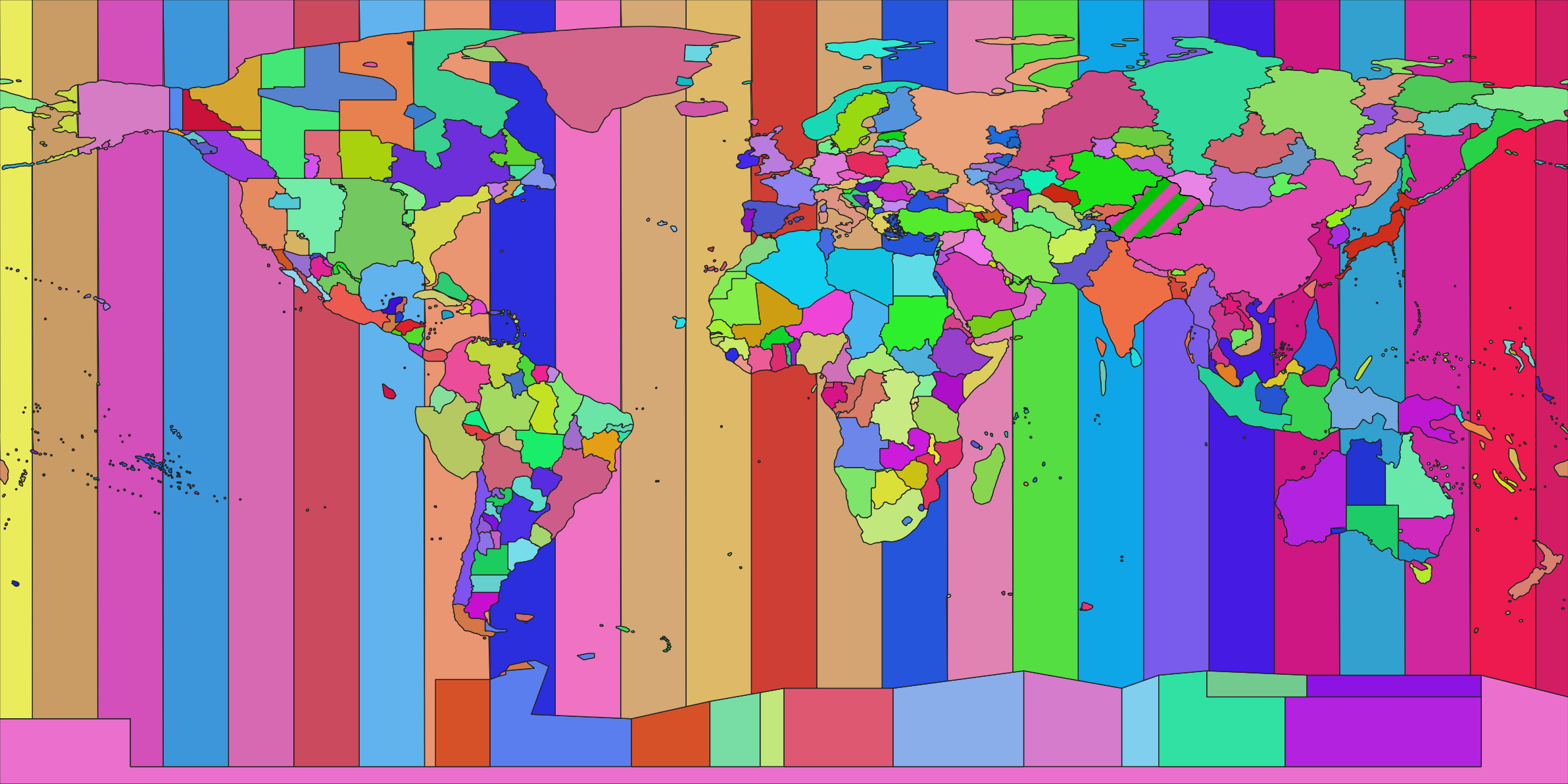
Карта всех часовых поясов на основе tz database версии 2023 года

tz database (с англ. timezone database — база данных часовых поясов) или IANA Time Zone Database или zoneinfo database (база данных информации о зонах) — совместно собираемая информация о мировых часовых зонах, предназначенная для использования в первую очередь операционными системами и компьютерными программами. Иногда она упоминается как «база данных Олсона» (Olson database), так как была основана Артуром Дэвидом Олсоном (Arthur David Olson). Редактором и хранителем базы является Пол Эггерт (Paul Eggert).
Её самая известная возможность — унифицированное именование часовых поясов, разработанное Полом Эггертом, такое, как «Америка/Нью-Йорк» и «Европа/Париж». В базе данных пытаются собрать информацию обо всех исторических часовых поясах и всех их гражданских изменениях начиная с 1970 года, эпохи юникс. Она также включает в себя информацию о переходе на летнее время, и даже запись високосных секунд.
Истоки проекта восходят по крайней мере к 1986 году. База данных проекта, а также некоторые исходные файлы, находятся в общественном достоянии. Новые версии базы данных публикуются, как правило, несколько раз в год.
Осенью 2011 года компания Astrolabe подала в суд иск по обвинению Олсона и Эггерта в нарушении авторских прав. В связи с этим 6 октября Олсон прекратил доступ к ftp-серверу базы данных и публикацию списка рассылки. Организация ICANN приняла решение разместить на своих серверах базу знаний о часовых поясах. Теперь tzdata находится на серверах Администрации адресного пространства Интернет (IANA, подразделение ICANN) по адресу http://www.iana.org/time-zones. В феврале 2012 года Astrolabe отозвала свой иск, принеся извинения общественности — «Наш судебный иск против мистера Олсона и мистера Эггерта был основан на превратном понимании закона. Теперь мы понимаем, что исторические факты не являются ничьей собственностью и, соответственно, отзываем свою претензию. Мы глубоко сожалеем о проблемах, которые появились из-за нашего иска у мейнтейнеров базы данных TZ и у пользователей интернета».

## Функциональность
В базе tzdata содержится детальная информация обо всех часовых поясах во всех регионах мира:
- координатная привязка основных населённых пунктов, характеризующих часовой пояс;
- смещение локального времени в различных регионах относительно универсального времени UTC;
- указано, в каких регионах применяется летнее время, насколько оно смещается относительно стандартного, указаны точные даты и время переключения на летнее время и обратно в различных регионах в различные периоды;
- информация о дополнительных секундах.

Важной особенностью базы tzdata является то, что она хранит не только текущее состояние всех мировых часовых поясов (то есть текущие правила расчёта локального времени относительно UTC в каждом регионе мира), но все изменения этих правил расчёта локального времени для всех регионов за всё время с начала UNIX-эпохи (1 января 1970 года). Например, если какая-то страна с определённого момента начинает использовать другой часовой пояс, меняет дату перехода на летнее время или отменяет переход, то эта информация сохраняется в tzdata с точностью до секунды, когда это произошло.
Благодаря этой особенности, можно вести точные расчёты времени для разных стран за разные промежутки времени. Например, локальное время:
- 2010-12-01 14:00 (MSK) — соответствует 2010-12-01 11:00 (UTC)
- 2011-12-01 14:00 (MSK) — соответствует 2011-12-01 10:00 (UTC)

Поскольку в 2011 году в России был отменён сезонный перевод времени и установлено постоянное летнее время, а затем с 26 октября 2014 года — постоянное зимнее — то в разные временные периоды часовая зона Москвы соответствовала UTC +03:00, UTC +04:00 и UTC +03:00/+04:00. База tzdata помогает разрешить подобные неоднозначности, так как там хранится подробная информация о том, когда и как рассчитывалось время в каждом из часовых поясов в каждый из временных периодов с 1970 года.
Сообщество разработчиков старается вносить изменения «заранее» — до вступления в силу соответствующих правил расчетов времени, чтобы к этому моменту пользовательские операционные системы уже «знали» об изменениях. Так, большое обновление российских часовых зон, которое затрагивает исчисление времени с 2:00 26 октября 2014 года, было опубликовано в версии 2014f уже в августе 2014 года.

## Именование
Часовые пояса имеют уникальные имена в форме «Район/Расположение» (Area/Location), например «Америка/Нью-Йорк», чтобы их было легче воспринимать людям. Выбраны англоязычные названия или их эквиваленты, опускается пунктуация и общие суффиксы, пробел заменяется на подчёркивание, используются дефисы.
Район включает имена континентов, океанов и «прочее» (Etc). В набор континентов и океанов входят: Африка, Америка, Антарктика, Северный Ледовитый океан, Азия, Атлантический океан, Австралия, Европа, Индийский океан и Тихий океан.

## Форматы файлов

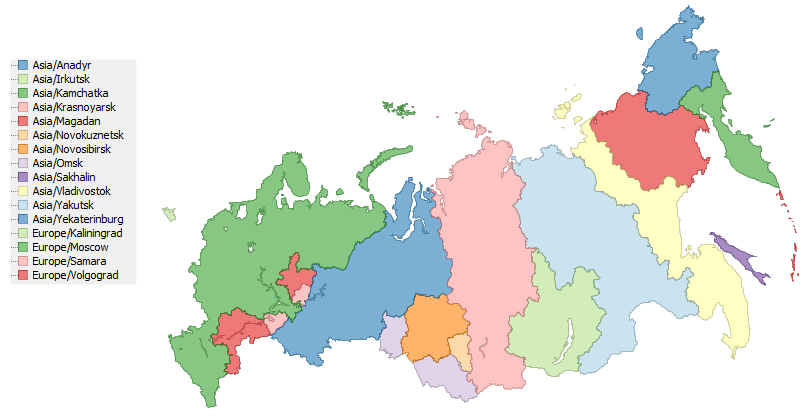
Часовые пояса России в tz database на 2009 год

tz database публикуется как набор текстовых файлов со списком часовых поясов и правил перевода времени в человекочитаемом формате. Для использования эти текстовые файлы компилируются в набор независимых от платформы бинарных файлов для каждого часового пояса. Код включает в себя компилятор под названием zic (zone information compiler), а также код для чтения этих файлов и использования их в стандартных API как localtime() и mktime().
В большинстве UNIX-подобных ОС скомпилированные файлы с описанием часовых поясов из пакета tzdata можно найти здесь: /usr/share/zoneinfo/.
Версии tzdata нумеруются следующим образом: вначале четырёхзначное число, означающее год выхода этой версии, затем одна буква латинского алфавита по порядку: a, b, c, d и т. д. по мере выхода новых версий tzdata в течение одного года. Например, в 2010 году выходили версии tzdata: 2010a, 2010b, 2010c и далее до версии 2010o. В 2011 году выходили версии tzdata: 2011a, 2011b, 2011c… и далее до 2011n, в сентябре 2014 года вышла версия 2014h.

## Управление
Код и база данных управляются группой добровольцев. Артур Дэвид Олсон вносит основные изменения в код, а Пол Эггерт — в базу данных. Предложенные изменения высылаются в список рассылки, передающий сообщения в группу Usenet comp.time.tz. Исходные файлы распространялись через FTP-сервер elsie.nci.nih.gov (недоступен), а позже — через ftp.iana.org/tz. Обычно эти файлы принимаются от дистрибьюторов программного обеспечения, таких как Debian, компилируются, а затем исходники и бинарные файлы упаковываются как часть раздачи. Конечные пользователи могут или полагаться на процесс обновления своего программного обеспечения, или получить код непосредственно из источника на ftp://ftp.iana.org/tz.

## Использование в других стандартах
CLDR использует UN/LOCODE для определения регионов. Это означает, что идентификаторы ссылаются на страны, чего создатели tz database хотели избежать.

## Использование в программном обеспечении
База данных используется для обработки часового пояса и преобразований во многих программных комплексах, включая:
- BSD-подобные системы, включая FreeBSD, NetBSD, OpenBSD, DragonFly BSD и Mac OS X;
- GNU C Library и использующие её системы, включая GNU, большинство Linux, BeOS, Haiku, Nexenta OS и Cygwin;
- System V Release 4-производные системы, такие, как Solaris и UnixWare;
- AIX 6.1 и более поздние версии[16][17] (ранние версии AIX, начиная с AIX 5.2, включали информацию о часовых поясах[18] для поддержки сторонних приложений вроде MySQL[19], но не использовали её сами[18][20]);
- некоторые другие Unix-системы, включая Tru64 и UNICOS/mp (а также IRIX, до сих пор поддерживаемый, но не поставляемый);
- OpenVMS;
- Java Runtime Environment начиная с версии 1.4 (2002 год);
- модули Perl DateTime::TimeZone и DateTime::LeapSecond, начиная с 2003 года;
- PHP-релизы начиная с 5.1.0 (2005 год);
- модуль Python pytz;
- модуль .NET Framework zoneinfo;
- выпуски Oracle начиная с 10g (2004 год);[21]
- PostgreSQL начиная с версии 8.0 (2005 год);
- встроенное программное обеспечение, вроде прошивок, использующихся в IP-часах.

ID базы Олсона также используются в Unicode Common Locale Data Repository (CLDR) и International Components for Unicode (ICU). Например, CLDR Windows → Tzid table maps Microsoft Windows.